# Пипры
Пипры, или настоящие манакины (лат. Pipra) — род воробьиных птиц из семейства манакиновых.

## Описание
Самцы обычно чёрные, самки жёлто-зелёные или оливково-зелёные. Оперение верха головы и спина у самца белое, жёлтое, оранжевое или жёлто-зелёное. Токование одиночное.

## Виды
В состав рода включают три вида. Русскоязычные названия даны по «Пятиязычному словарю названий животных. Птицы» (1994).
- Pipra aureola (Linnaeus, 1758) — Краснобрюхая пипра
- Pipra fasciicauda Hellmayr, 1906 — Красномантийная пипра
- Pipra filicauda Spix, 1825 — Нитехвостая пипра

## Распространение
Представители рода распространены в Южной Америке.